# Szojuz TM–25
Szojuz TM–25 a Szojuz–TM sorozatú orosz háromszemélyes szállító űrhajó űrrepülése volt 1997-ben. Csatlakozását követően a mentőűrhajó szerepét látta el.

## Küldetés
Feladata váltószemélyzet szállítása volt a Mir űrállomásra, a hosszú távú űrrepülés folytatásához.

## Jellemzői
Tervezte a (oroszul: Головное контрукторское бюро – ГКБ). Gyártotta a (oroszul: Закрытое акционерное общество). Üzemeltette az Orosz Űrügynökség.
1997. február 10-én a bajkonuri űrrepülőtér indítóállomásról egy Szojuz–U juttatta Föld körüli, közeli körpályára. Hasznos terhe 7150 kilogramm, teljes hossza 6,98 méter, maximális átmérője 2,72 méter. Önálló repüléssel 14 napra, az űrállomáshoz csatolva 6 hónapra tervezték szolgálatát. 1997. február 12-én az űrállomást automatikus vezérléssel megközelítette, majd sikeresen dokkolt. Az orbitális egység pályája 90,28 perces, 51,64 fokos hajlásszögű, elliptikus pálya-perigeuma 378 kilométer, apogeuma 394 kilométer volt.
Az Interkozmosz-program nemzetközi szintre kiteljesedett változataként német űrhajós-orvossal a fedélzetén indult. Szállítmányként az alapellátáshoz szükséges anyagokat, kutatási eszközöket is vitt magával. A teherszállító űrhajók folyamatos szolgálattal szállították az utánpótlást, a cserefelszerelést, kutatási anyagokat. Gyakorolták az új dokkoló egység alkalmazhatóságát, majd bepakolták a hulladékot. A 14. napon a Kvant modulban tűz ütött ki, sikeresen eloltották. Űrsétával (kutatás, szerelés) sikeresen teljesítették feladatukat.
1997. augusztus 14-én hagyományos visszatéréssel, Zsezkazgan városától mintegy 168 kilométerre ért Földet. Összesen 184 napot, 22 órát, 7 percet és 40 másodpercet töltött a világűrben. 2950 alkalommal kerülte meg a Földet.

## Személyzet

### Felszálláskor
- Vaszilij Vasziljevics Ciblijev parancsnok
- Alekszandr Ivanovics Lazutkin fedélzeti mérnök
- Reinhold Ewald kutató-orvos

### Leszállásnál
- Vaszilij Vasziljevics Ciblijev parancsnok
- Alekszandr Ivanovics Lazutkin fedélzeti mérnök

### Tartalék személyzet
- Talgat Amankeldiuli Muszabajev parancsnok
- Nyikolaj Mihajlovics Budarin fedélzeti mérnök
- Hans Schlegel pilóta-kutató